# Luís Vaz Rodrigues

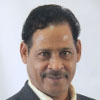
Luís Vaz Rodrigues

Luís Vaz Rodrigues (* um 1961; † 14. September 2016 in Dili, Osttimor) war ein Politiker aus Osttimor. Er war zuletzt Mitglied der Partei Congresso Nacional da Reconstrução Timorense (CNRT).

## Werdegang
Bei den Parlamentswahlen in Osttimor 2007 kandidierte Rodrigues erfolglos auf Listenplatz 18 der UDT und koordinierte für die Partei den Wahlkampf in Cova Lima.
Bei den Parlamentswahlen 2012 taucht sein Name auf Platz 4 der Wahlliste der PDP auf, die aber keinen einzigen Platz im Nationalparlament Osttimors errang. Nach der Wahl aber wurde Rodrigues als Vertreter des CNRT in die V. Regierung Osttimors als Staatssekretär für Öffentliche Arbeiten (SEOP) berufen. Das Amt hatte er bis zum Amtsantritt der VI. Regierung 2015 inne.
Rodrigues verstarb 2016 im Alter von 55 Jahren im Hospital Nacional Guido Valadares (HNGV).